# Museo nazionale di Nara
Il Museo Nazionale di Nara (奈良国立博物館?, nara kokuritsu hakubutsukan) è uno dei principali musei nazionali di arte in Giappone.

## Introduzione
Il Museo Nazionale di Nara si trova a Nara, uno dei più antichi siti storici del Giappone. Fu la capitale dello Stato dal 710 al 784. L'architetto che disegnò la costruzione originale, in stile neoclassico, fu Katayama Tōkuma (1854–1917); Junzō Yoshimura (1908–1997) costruì un edificio supplementare nel 1973.
Il museo è noto per la sua collezione di arte buddista, che comprende immagini, sculture e altari provenienti dai templi dell'area circostante.
Le collezioni Shōsōin, appartenenti al tempio Tōdai-ji sono esposte ogni anno in autunno.
I pezzi più preziosi della collezione sono un rotolo del dodicesimo secolo (地獄草紙), il maṇḍala Jôdo mandara-zu, del tardo XI secolo e la scultura del Buddha Yakushi, del IX secolo.